# Ataenius palmerstoni
Ataenius palmerstoni är en skalbaggsart som beskrevs av Blackburn 1891. Ataenius palmerstoni ingår i släktet Ataenius och familjen Aphodiidae. Inga underarter finns listade.